# Karl Barry Sharpless
Karl Barry Sharpless (* 28. dubna 1941 Filadelfie) je americký chemik, nositel dvou Nobelových cen za chemii – za rok 2001 a 2022.
Obdržel je za objev oxidačních reakcí vytvářejících asymetrické chirální sloučeniny (spolu s ním byli oceněni William Standish Knowles a Rjódži Nojori) a za koncept a vývoj „click-chemistry“ spolu s Carolyn R. Bertozziovou a Mortenem Meldalem.
Karl Barry Sharpless získal vysokoškolské vzdělání a doktorát (1968) na Stanfordově univerzitě, později působil také na Harvardu a na Massachusettském technologickém institutu, od roku 1990 působí v kalifornském výzkumném ústavu Scripps Research Institute.
V roce 1965 se jeho manželkou stala Jan Dueserová, mají spolu tři děti.

### Poznámka
1. ↑  K roku 2025 je Sharpless jediný žijící nositel dvou nobelových cen